# Kathrin Lehmann (Sportlerin)
Kathrin Lehmann (* 27. Februar 1980 in Zürich) ist eine deutsch-schweizerische aktive Eishockey- und ehemalige Fussballspielerin, die seit Dezember 2017 wieder für den ESC Planegg in der Fraueneishockey-Bundesliga spielt. In der Frauenfussball-Bundesliga war sie beim FC Bayern München, TuS Niederkirchen und 1. FFC Turbine Potsdam aktiv. Parallel dazu betreibt sie Eishockey- und Fussballtrainingslager für Mädchen und arbeitet als Fussballtrainerin beim TSV Gilching-Argelsried. Beruflich ist sie nach dem Ende ihrer sportlichen Karriere Dozentin an der TU München und der ETH Zürich.
Kathrin Lehmann ist die einzige Sportlerin, die im Eishockey und im Fussball den höchsten europäischen Pokalwettbewerb gewann. Zudem ist sie die einzige Sportlerin, die in der jeweils höchsten deutschen Eishockey- und Fussballspielklasse ein Tor erzielte.

## Leben und Karriere

### Kindheit
Kathrin Lehmann wurde in eine sportbegeisterte Familie geboren – beide Elternteile sind Sportlehrer. Ihre Mutter war Eislauftrainerin beim SC Küsnacht und nahm ihre Tochter schon früh mit aufs Eis. Im Alter von fünf Jahren begann sie mit dem Eishockeysport, im Alter von neun Jahren im Verein Fussball zu spielen. In einem Fussballspiel verletzte sie sich am Fuss, stellte sich daher ins Tor und blieb anschliessend bis zum Ende ihrer Fussballkarriere auf dieser Position. In beiden Sportarten trainierte Lehmann als einziges Mädchen unter männlichen Altersgenossen. Sie durchlief in den folgenden Jahren alle Juniorenabteilungen des SC Küsnacht respektive FC Küsnacht.

### Eishockey

#### Vereine
Nach ihrer Juniorenzeit beim SC Küsnacht wechselte sie 1993 zum Grasshoppers Club Zürich, für dessen Frauenmannschaft sie bis 1999 in der Leistungsklasse A, der höchsten Spielklasse, auflief. Anschliessend war sie bis 2001 für den EHC Illnau-Effretikon in der gleichen Liga aktiv. Insgesamt kam sie dabei auf 68 Spiele, in denen sie 102 Tore und 44 Assists erzielte. Dabei war sie zwischen 1997 und 1999 dreimal in Folge Topscorerin der Leistungsklasse A und zwischen 1995 und 1999 fünfmal in Folge beste Scorerin der Grasshoppers.
2001 entschied sie sich zu einem Wechsel in die deutsche Fraueneishockey-Bundesliga, wo sie bis zum Ende des Jahres 2006 für die Lady Kodiaks des TV Kornwestheim aktiv war. Mit den Kodiaks wurde sie zwischen 2002 und 2004 dreimal in Folge Deutscher Meister. Anschliessend suchte sie eine neue Herausforderung und wechselte zum Jahreswechsel 2006/07 nach Schweden zum AIK Solna in die höchste schwedische Frauen-Spielklasse, die Riksserien. Mit dem AIK gewann sie 2007 die schwedische Meisterschaft und 2008 den European Women Champions Cup (Europapokal der Frauen). 2009 gewann sie einen weiteren schwedischen Meistertitel mit dem AIK.
2010 kehrte sie nach Deutschland zurück und spielte zunächst für die Männermannschaft des Münchner EK in der Bezirksliga Bayern, ehe sie 2011 vom ESC Planegg verpflichtet wurde. Mit diesem gewann sie 2012, 2013 und 2014 jeweils die deutsche Meisterschaft, den EWHL Super Cup 2011/12 und EWHL Super Cup 2013 sowie den DEB-Pokal der Frauen 2012.
Zwischen 2014 und 2017 war Lehmann beim VfR München-Angerlohe in der Landesliga Bayern aktiv. Im Dezember 2017 erhielt sie die deutsche Staatsangehörigkeit und kehrte daraufhin zum ESC Planegg zurück, da sie nun nicht mehr unter das Ausländerkontingent fiel.

#### Nationalmannschaft
Im Alter von 14 Jahren absolvierte Lehmann ihr erstes Länderspiel für die Schweizer Eishockeynationalmannschaft der Frauen. Bei ihrem ersten grossen Turnier, der Europameisterschaft 1995, gewann sie mit dem Nationalteam die Bronzemedaille. Ein Jahr später, bei der Europameisterschaft 1996, war sie beste Scorerin ihres Teams.
Zwischen 1997 und 2012 war sie Captain der Nationalmannschaft und nahm während dessen an zwei Olympischen Spielen teil – 2006 und 2010. Zudem lief sie bei zehn Weltmeisterschaften auf, wobei sie 2001 und 2005 jeweils aus der Division I in die Top-Division aufstieg.
Den grössten Erfolg ihrer Nationalmannschaftskarriere erreichte sie 2012, als sie mit dem Nationalteam bei der Weltmeisterschaft die Bronzemedaille gewann. Mit dem Medaillengewinn beendete sie nach 18 Jahren, insgesamt 242 Länderspielen und 206 Scorerpunkten ihre internationale Eishockey-Karriere.

### Fussball
Kathrin Lehmann begann ihre Karriere 1989 bei den Junioren des FC Küsnacht, für die sie bis 1993 aktiv war. Anschliessend spielte sie ein Jahr lang für den SV Seebach und absolvierte dabei ihre ersten Einsätze in der höchsten Schweizer Liga, der Nationalliga A.
Zwischen 1995 und 1996 spielte sie für den FC Rapperswil-Jona in der zweiten Spielklasse (NLB), und von Juli 1997 bis Juli 1999 für den FC Schwerzenbach in der NLA. 1999 wurde sie mit Schwerzenbach Meister der Nationalliga A. Anschliessend wechselte sie in die deutsche 1. Bundesliga, wo sie eine Saison beim TuS Niederkirchen absolvierte.
Im Alter von 14 Jahren debütierte Kathrin Lehmann in der U-21-Frauennationalmannschaft, ehe sie mit 17 Jahren in die A-Nationalmannschaft der Frauen wechselte und dort mit 18 Jahren Stammtorhüterin wurde. Ihr Debüt gab sie am 8. Mai 1997 in Zürich beim 10:0-Sieg im Testspiel gegen die Nationalmannschaft Sloweniens. Ihren letzten und 32. Einsatz als Nationalspielerin hatte sie am 27. April 2005 in Vildbjerg beim 7:2-Sieg im Testspiel gegen die Nationalmannschaft Dänemarks.
Neben dem Sport besuchte Lehmann die Kantonsschule Rämibühl in Zürich. Nach der Matura begann sie ein Studium in Potsdam und spielte parallel von 2000 bis 2001 für den 1. FFC Turbine Potsdam.
Von Juli 2001 bis Juni 2003 gehörte sie als Torhüterin dem Kader der Frauenmannschaft des FC Bayern München an. Ihr Debüt am 19. August 2001 (1. Spieltag) wurde durch die 1:2-Niederlage im Heimspiel gegen den SC Freiburg getrübt. Hatte sie in ihrer Premierensaison noch 20 Punktspiele bestritten, so waren es in der Folgesaison 13, in der ihr am 4. Mai 2003 (18. Spieltag) beim 3:0-Sieg im Auswärtsspiel gegen den TuS Niederkirchen mit dem Treffer zum 1:0 in der 17. Minute ein Tor gelang. Damit ist sie die Einzige in der deutschen Sportgeschichte, die sowohl in der höchsten Fussball- als auch in der höchsten Eishockey-Liga ein Tor erzielt hat.
Im Sommer 2003 suchte Lehmann eine neue Herausforderung und wollte zunächst in die einzige Frauen-Profiliga der Welt, die Women’s United Soccer Association, wechseln. Da diese jedoch aufgelöst wurde, entschied sich Lehmann für ein Studium an der Oklahoma State University in Stillwater, wo sie parallel für die Oklahoma State Cowgirls in der NCAA Division I, Big 12 Conference, spielte und dessen Finalturnier gewann. Im Dezember 2003 brach sie das Studium ab und kehrte nach Deutschland zurück. Zwischen April 2004 und Mai 2007 spielte sie beim FFC Wacker München in der 2. Bundesliga. Zwischen 2004 und 2006 bekleidete Lehmann parallel das Amt der Assistenztrainerin beim FFC Wacker. Zudem gehörte sie ab 2005 dem Trainerstab des TSV Gilching an, ist parallel Übungsleiterin an der TU München und führt seit 2005 regelmässig «Kathrin Lehmann Mädchen Fussball Camps» durch.
2005 beendete sie ihre Fussballnationalmannschaftskarriere, nachdem sie insgesamt zehn Jahre lang parallel in der Fussball- und Eishockey-Nationalmannschaft aktiv gewesen war.
Im Juni 2007 wurde sie von der schwedischen Spitzenmannschaft Hammarby IF verpflichtet, für die sie bis Herbst 2008 in der Damallsvenskan spielte. Dort lieferte sie sich im ersten Jahr mit Katarina Wicksell ein Duell um den Platz zwischen den Pfosten, in der Spielzeit 2008 bestritt sie 19 der 22 Saisonspiele und belegte mit dem Klub den achten Tabellenplatz.

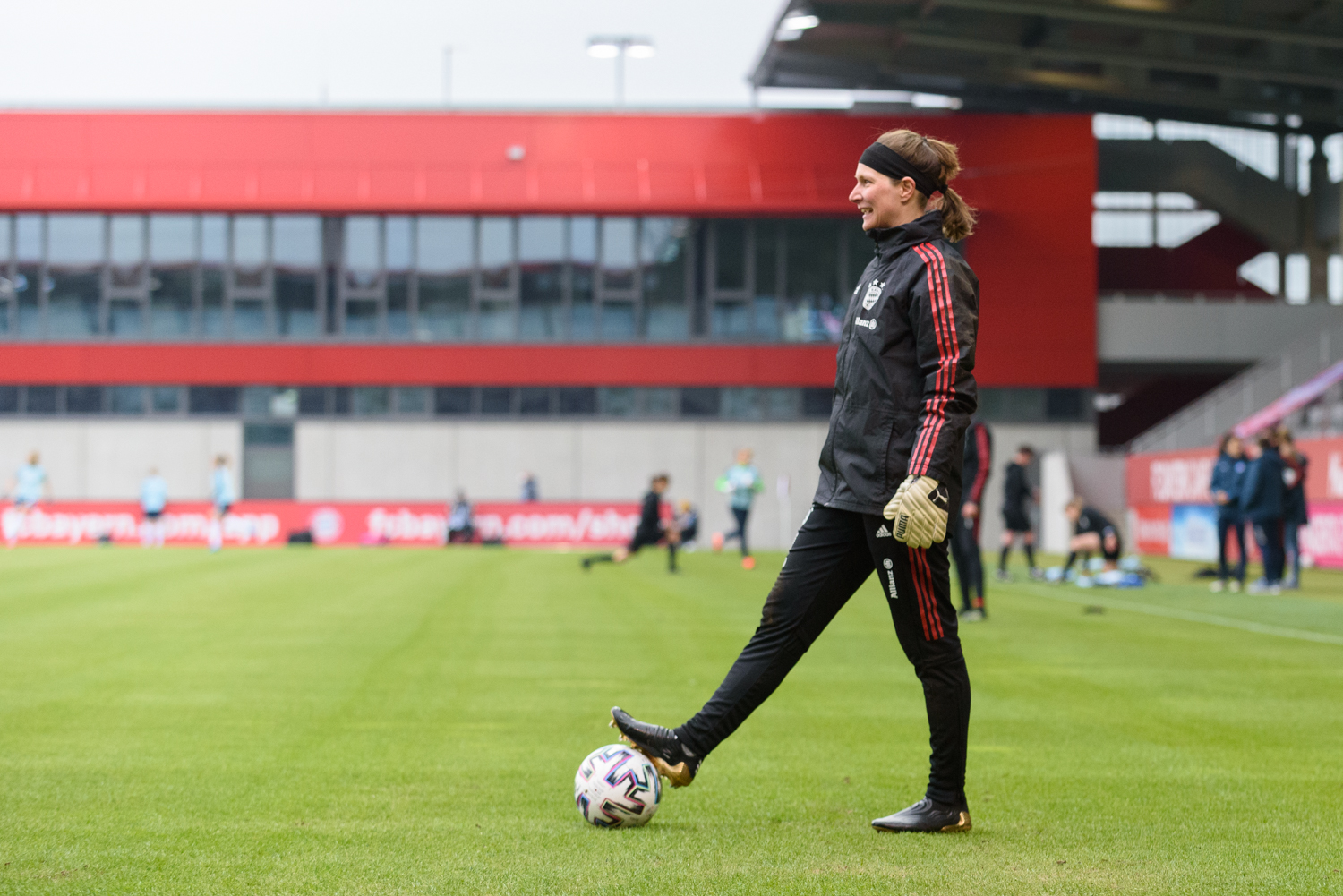
Lehmann mit dem FC Bayern, 2021

Ende März 2009 erhielt Lehmann kurzfristig einen Vertrag vom FCR 2001 Duisburg, nachdem sich Stammtorhüterin Kathrin Längert verletzt hatte und auch die zweite Torhüterin, Christina Bellinghoven, nicht voll einsatzfähig war. Mit dem FCR gewann sie den Europapokalwettbewerb der Frauen, den UEFA Women’s Cup. Damit ist sie die einzige Sportlerin, die im Eishockey und Fussball den höchsten europäischen Pokalwettbewerb gewinnen konnte.
Im Frühjahr 2010 half Lehmann beim FFC Wacker München aus und absolvierte zwei Spiele in der Relegation zur 1. Bundesliga für den FFC. Anschliessend erklärte sie ihre aktive Fussballkarriere für beendet, kehrte aber im August 2010 noch einmal für den FC Bayern auf den Rasen zurück und lief in zwei Bundesliga-Partien für den FC Bayern auf. Grund für diese Kurzzeitverpflichtung war erneut eine Verletzung von Kathrin Längert, die 2009 zum FC Bayern gewechselt war.

### Ausbildung und Beruf
Zwischen 1993 und 2000 besuchte Lehmann die Kantonsschule Rämibühl (RG) in Zürich, die sie mit der Matura abschloss. Anschliessend begann sie ein Studium der Literaturwissenschaften an der Universität Potsdam, das sie ab Oktober 2001 an der Ludwig-Maximilians-Universität München fortsetzte. Zwischen August und Dezember 2003 studierte sie an der Oklahoma State University – Stillwater, ehe sie im Juli ihr Studium mit einem Magister artium in München abschloss.
Ab August 2005 studierte sie im Fernstudium an der AKAD Stuttgart Betriebswirtschaftslehre, erhielt im Juni 2009 das Vordiplom und später das Diplom.
Seit 2010 ist Lehmann wissenschaftliche Mitarbeiterin und Doktorandin am Lehrstuhl für Sportpädagogik der TU München.
Kathrin Lehmann ist berufenes Mitglied der Deutschen Akademie für Fußball-Kultur und unterstützte als Jurymitglied mehrfach den Deutschen Fußball-Kulturpreis.
Lehmann arbeitet sowohl für das SRF als auch für das ZDF als Frauenfussball-Expertin. So beurteilt sie unter anderem Spiele der Schweizer Fussballnationalmannschaft der Frauen und der Deutsche Fußballnationalmannschaft der Frauen.

## Erfolge und Auszeichnungen

### Fussball
- 1994 Schweizer Meister und Cup-Finalistin mit dem SV Seebach Zürich[3]
- 1999 Schweizer Meister und Cup-Finalistin mit dem FC Schwerzenbach
- 1999 Schweizer Fussballerin des Jahres
- 2001 Deutsche Vizemeisterin mit dem 1. FFC Turbine Potsdam
- 2003 Big-12-Tournament-Gewinn mit der Oklahoma State University (All-Star-Team und beste Defensivspielerin des Turniers)
- 2004 Münchner Sportlerin des Jahres
- 2009 UEFA-Cup-Gewinn mit dem FCR 2001 Duisburg

### Eishockey
- 1995 Bronzemedaille bei der Europameisterschaft
- 2001 Aufstieg in die Top-Division bei der Weltmeisterschaft der Division I
- 2002 Deutscher Meister mit dem TV Kornwestheim
- 2003 Deutscher Meister mit dem TV Kornwestheim
- 2004 Deutscher Meister mit dem TV Kornwestheim
- 2005 Aufstieg in die Top-Division bei der Weltmeisterschaft der Division I
- 2007 Schwedischer Meister mit dem AIK Solna
- 2008 Gewinn des European Women Champions Cup mit dem AIK Solna
- 2009 Schwedischer Meister mit dem AIK Solna
- 2012 Deutscher Meister mit dem ESC Planegg
- 2012 DEB-Pokal-Gewinn mit dem ESC Planegg
- 2012 EWHL-Super-Cup-Gewinn mit dem ESC Planegg
- 2012 Bronzemedaille bei der Weltmeisterschaft
- 2013 Deutscher Meister mit dem ESC Planegg
- 2013 EWHL-Super-Cup-Gewinn mit dem ESC Planegg
- 2014 Deutscher Meister mit dem ESC Planegg

## Eishockey-Karrierestatistik

### Nationalmannschaft
(Legende zur Spielerstatistik: Sp oder GP = absolvierte Spiele; T oder G = erzielte Tore; V oder A = erzielte Assists; Pkt oder Pts = erzielte Scorerpunkte; SM oder PIM = erhaltene Strafminuten; +/− = Plus/Minus-Bilanz; PP = erzielte Überzahltore; SH = erzielte Unterzahltore; GW = erzielte Siegtore; 1 Play-downs/Relegation; Kursiv: Statistik nicht vollständig)